# Analyze
 (décembre 2011).
Si vous disposez d'ouvrages ou d'articles de référence ou si vous connaissez des sites web de qualité traitant du thème abordé ici, merci de compléter l'article en donnant les références utiles à sa vérifiabilité et en les liant à la section « Notes et références ».
Analyze est un outil développé par le Biomedical Imaging Resource de Mayo Clinic permettant l'affichage et l'analyse d'images bio-médicales multi-dimensionnelles. C'est un programme commercial qui est, par exemple, utilisé pour les scans tomographiques issu d'IRM.